# Elect the Dead
Elect The Dead je první čistě sólové album zpěváka skupiny System of a Down. Celé album (složení hudby, textu, nahrání, mixování, produkce,… ) vyprodukoval Serj Tankian zcela sám a vydal prostřednictvím svého vydavatelství Serjical Records. Pomocnou ruku poskytlo pouze pár umělců při nahrávání operních vokálů, bubnů… Ke každé písni na albu byl natočen videoklip. Turné k albu pořádá s několika více i méně známými hudebníky a říkají si „Serj Tankian and Flying Cunts of Chaos“ (FCC - parodie na Federal Communications Commission). Album Elect the Dead se původně mělo jmenovat právě Flying Cunts of Chaos, ale naštěstí to Serjovi přátelé rozmluvili. Skupinu FCC tvoří tito členové: Serj Tankian - zpěv (System of a Down), Larry LaLonde - kytara cca do (poloviny srpna 2008)(Primus), Jeff Mallow - kytara (cca od poloviny srpna 2008), Dan Monti - kytara (Buckethead), Mario Pagliarulo - basa, Erwin Khacirian - klávesy (Slow Motion Reign), Troy Zeigler – bicí.

## Seznam skladeb
Všechny skladby napsal(i) Serj Tankian. 
| Pořadí         | Název                                   | Délka |
| -------------- | --------------------------------------- | ----- |
| 1.             | Empty Walls                             | 3:49  |
| 2.             | The Unthinking Majority                 | 3:46  |
| 3.             | Money                                   | 3:53  |
| 4.             | Feed Us                                 | 4:31  |
| 5.             | Saving Us                               | 4:41  |
| 6.             | Sky Is Over                             | 2:57  |
| 7.             | Baby                                    | 3:31  |
| 8.             | Honking Antelope                        | 3:50  |
| 9.             | Lie Lie Lie                             | 3:33  |
| 10.            | Praise the Lord and Pass the Ammunition | 4:23  |
| 11.            | Beethoven's Cunt                        | 3:13  |
| 12.            | Elect the Dead                          | 2:54  |
| Celková délka: | Celková délka:                          | 45:03 |

## Seznam režisérů videoklipů
1. Empty Walls - Tony Petrossian
2. The Unthinking Majority - Tawd Dorrnfeld
3. Money - Ara Soudjian
4. Feed Us - Sevag Vrej
5. Saving Us - Kevin Estrada
6. Sky is Over - José Rivera
7. Sky is Over single - Tony Petrossian, Ara Soudjian
8. Baby - Diran Noubar
9. Honking Antelope - Roger Kupelian
10. Lie, Lie, Lie - Martha Colburn
11. Praise The Lord and Pass The Ammunition - Greg Watermann
12. Beethoven's C*** - Adam Egypt Mortimer
13. Elect The Dead - Gariné Torossian

## Speciální edice
Speciální edice alba navíc obsahuje 48 stránkovou brožuru, přístupový kód na webové stránky se speciálním obsahem a 4 bonusové písně:
1. Blue
2. Empty Wall (acoustic)
3. Feed Us (acoustic)
4. Falling Stars

Album zakoupené na iTunes obsahuje bonusové písně: The Reverend King, Blue, Falling Stars a videoklip k písni Lie, Lie, Lie.

Japonská verze obsahuje jako 13. píseň The Reverend King a rozšířený booklet.

## Single CD
- Empty Walls
- Sky is Over